# El Siglo (diario)
El Siglo es un diario regional de Venezuela que se edita en Maracay, estado Aragua. Fue fundado el 25 de marzo de 1973. Tiene formato estándar y está conformado por cuatro cuerpos en color. Circula en los Estados Aragua, Carabobo, Guárico y Miranda además de llegar en menor escala a Caracas. Su actual presidente es Tulio Capriles Hernández.
Es un diario matutino con un tiraje aproximado de 85.000 ejemplares diarios, aumentando a 95.000 los domingos, día en el que encarta su dominical Eva. En 2004 el presidente de El Siglo denuncia ante la Sociedad Interamericana de Prensa al gobernador de Aragua Didalco Bolívar por el allanamiento de sus instalaciones, este a su vez demandó al diario en el mismo organismo por difamación. En enero de 2007 deja de circular por tres días debido a un conflicto sindical de trabajadores que exigían la creación de un sindicato bolivariano, tras una disputa legal se resolvió permitir la creación de Sinbotrasiglo el 28 de febrero de 2007.